# Liste der Berge in St. Helena, Ascension und Tristan da Cunha

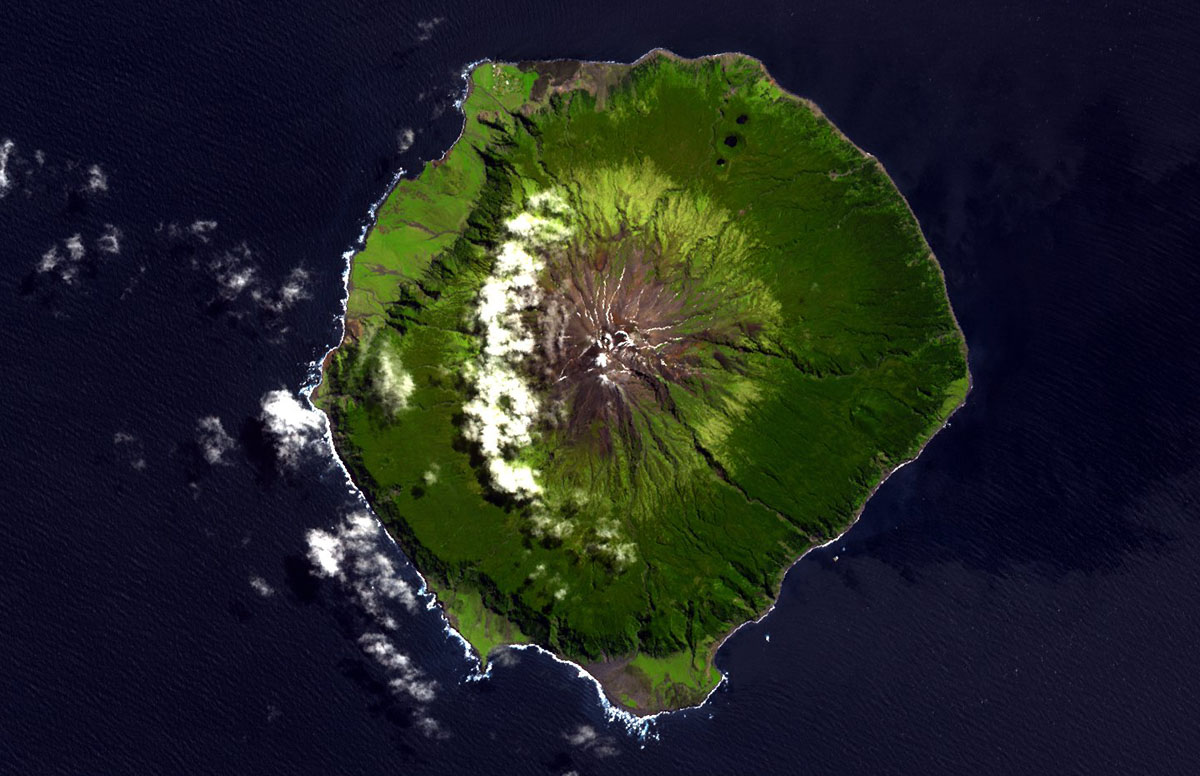
Queen Mary’s Peak

Diese Liste enthält eine Auswahl der höchsten und bekanntesten Berge in St. Helena, Ascension und Tristan da Cunha, einem Britischen Überseegebiet.

## Liste
| Berg                    | Höhe   | Insel            | Typ                           |
| ----------------------- | ------ | ---------------- | ----------------------------- |
| Queen Mary’s Peak       | 2060 m | Tristan da Cunha | Schlackenkegel (Schildvulkan) |
| Mount Olav              | 1967 m | Tristan da Cunha |                               |
| Edinburg Peak           | 910 m  | Gough-Insel      |                               |
| Expedition Peak         | 909 m  | Gough-Insel      |                               |
| Green Mountain The Peak | 859 m  | Ascension        |                               |
| Centre Rowett           | 836 m  | Gough-Insel      | im Rowett-Gebirge             |
| Diana’s Peak            | 818 m  | St. Helena       | Vulkan                        |

## Karten

Topographische Karte von St. Helena
Topographische Karte von Ascension
Reliefkarte der Gough-Insel

- Karte mit allen verlinkten Seiten:
- OSM |
- WikiMap